# Robert McColl
Robert Smyth McColl (ur. 18 kwietnia 1876 w Glasgow, zm. 25 listopada 1959 w Cathcart) – szkocki piłkarz, występujący na pozycji napastnika. Reprezentant kraju.

## Kariera reprezentacyjna
Lista bramek strzelonych w reprezentacji
| #  | Data            | Stadion                  | Przeciwnik | Gol | Wynik | Rozgrywki |
| -- | --------------- | ------------------------ | ---------- | --- | ----- | --------- |
| 1  | 28 marca 1896   | Solitude Ground, Belfast | Irlandia   | 1–0 | 3–3   | BHC       |
| 2  | 28 marca 1896   | Solitude Ground, Belfast | Irlandia   | 2–1 | 3–3   | BHC       |
| 3  | 27 marca 1897   | Ibrox Park, Glasgow      | Irlandia   | 3–0 | 5–1   | BHC       |
| 4  | 26 marca 1898   | Solitude Ground, Belfast | Irlandia   | 2–0 | 3–0   | BHC       |
| 5  | 18 marca 1899   | The Racecourse, Wrexham  | Walia      | 2–0 | 6–0   | BHC       |
| 6  | 18 marca 1899   | The Racecourse, Wrexham  | Walia      | 5–0 | 6–0   | BHC       |
| 7  | 18 marca 1899   | The Racecourse, Wrexham  | Walia      | 6–0 | 6–0   | BHC       |
| 8  | 25 marca 1899   | Celtic Park, Glasgow     | Irlandia   | 1–0 | 9–1   | BHC       |
| 9  | 25 marca 1899   | Celtic Park, Glasgow     | Irlandia   | 4–0 | 9–1   | BHC       |
| 10 | 25 marca 1899   | Celtic Park, Glasgow     | Irlandia   | 6–0 | 9–1   | BHC       |
| 11 | 7 kwietnia 1900 | Celtic Park, Glasgow     | Anglia     | 1–0 | 4–1   | BHC       |
| 12 | 7 kwietnia 1900 | Celtic Park, Glasgow     | Anglia     | 3–0 | 4–1   | BHC       |
| 13 | 7 kwietnia 1900 | Celtic Park, Glasgow     | Anglia     | 4–1 | 4–1   | BHC       |